# 魏格纳环形山
魏格纳环形山（Wegener）是位于月球背面北半部的一座大撞击坑，约形成于39.2-38.5亿年前的酒海纪，其名称取自德国地球物理学家暨气象学家，极地研究者、大陆漂移说创始者"阿尔弗雷德·洛塔尔·魏格纳"(1880年-1930年)，1970年被国际天文学联合会正式批准接受。

## 描述

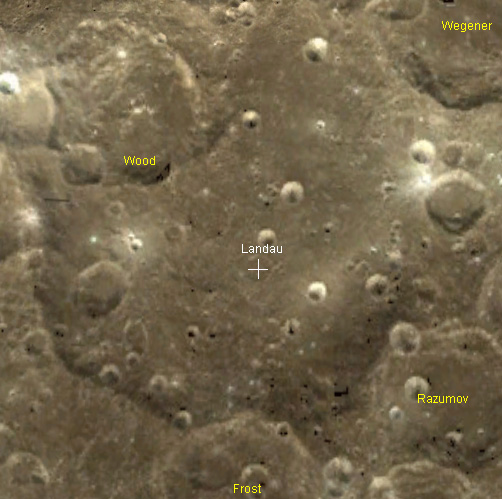
魏格纳环形山的周边

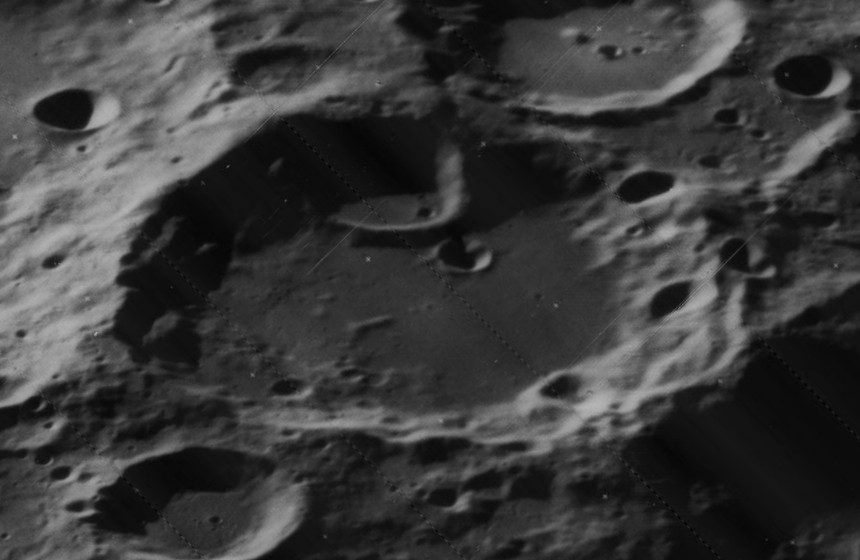
月球轨道器5号拍摄的西北向斜视图

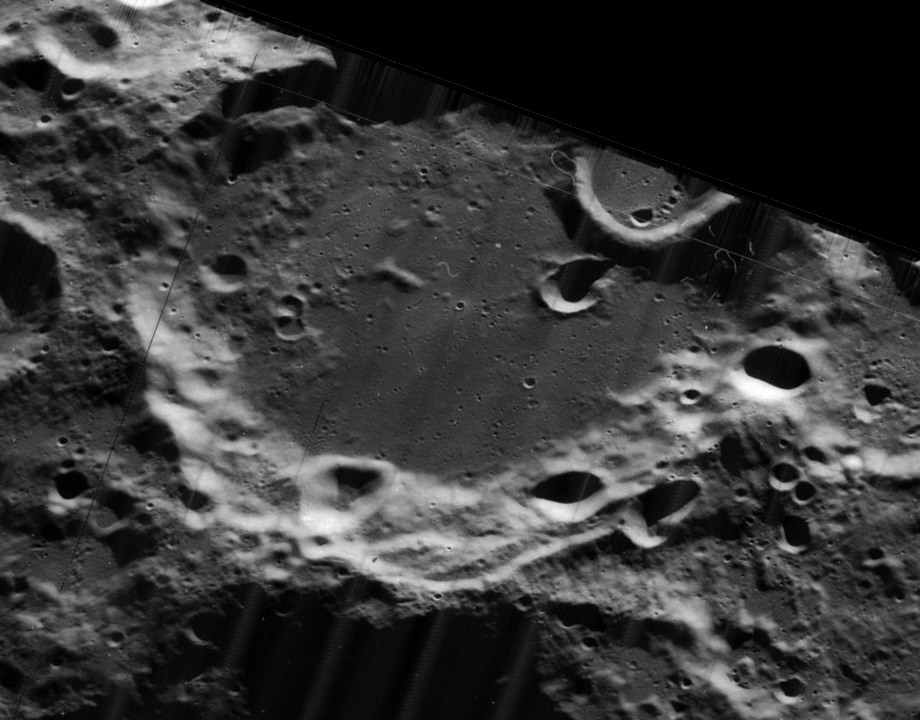
月球轨道器5号拍摄的另一幅西向斜视图

该陨坑位于月球正面西北边沿之后，介于赤道和北极中间处，约坐落在直径530公里，形成于前酒海纪的库仑-萨尔顿盆地边缘附近，西侧毗邻较小的伍德环形山、东北则与更大的斯特藩环形山相接壤、拉祖莫夫环形山位于它的南面、西南部分切入进环壁平原—朗道环形山的东北壁中。该陨坑中心月面坐标为45°13′N 113°49′W / 45.21°N 113.81°W，直径95.78公里，深度约2.85公里。
魏格纳环形山的坑壁已被磨损、侵蚀，沿壁嵴和内侧坡覆盖了一系列的小撞击坑，其中北半侧受侵蚀程度相对较重，沿西侧内壁上则坐落了一座醒目的小陨坑，其部分坑壁占据了环形山的西侧坑底，紧挨它的东侧是另一座更细小的杯状坑。魏格纳环形山坑壁最大高出周边地形1460米，内部容积约8981公里3。坑内南半侧内壁较宽厚，对应该部分坑底也显得更崎岖，其余部分坑底表面则相对平坦，没有其它突出的地貌特征。

## 卫星陨石坑
按惯例，最靠近魏格纳环形山的卫星坑将在月图上以字母标注在它的中心点旁边.

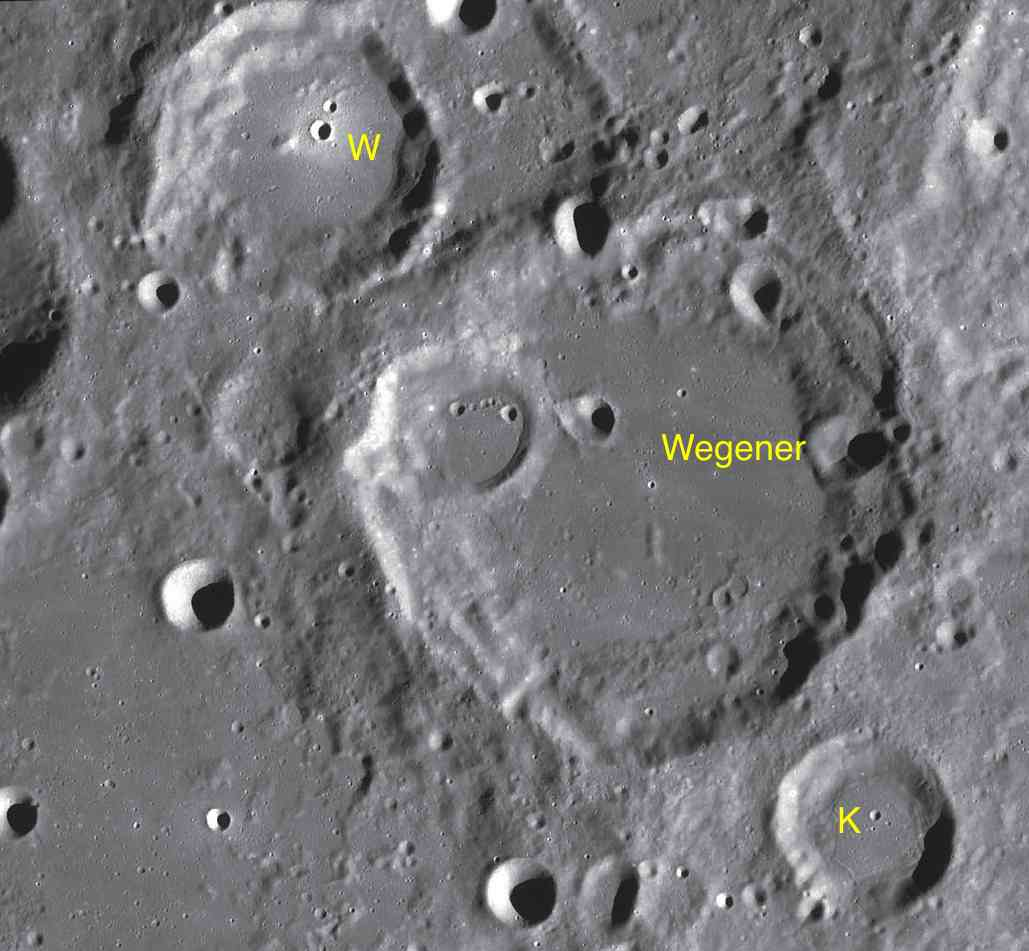
LAC-35 区域图

| 魏格纳 | 纬度    | 经度     | 直径    |
| ------ | ------- | -------- | ------- |
| K      | 43.3° N | 111.9° W | 32 公里 |
| W      | 47.5° N | 116.1° W | 54 公里 |

- 卫星坑"魏格纳 K"约形成于酒海纪[1]。

## 参引资料
1. 1 2 3 4 5  Lunar Impact Crater Database
2. ↑   (PDF).   [2017-03-12]. （原始内容存档 (PDF)于2016-12-27）.
3. ↑  .   [2017-03-12]. （原始内容存档于2018-06-21）.

## 另请参阅
- Andersson, L. E.; Whitaker, E. A. . NASA RP-1097. 1982.
- Blue, Jennifer. . USGS. July 25, 2007  [2007-08-05]. （原始内容存档于2019-12-05）.
- Bussey, B.; Spudis, P. . New York: Cambridge University Press. 2004. ISBN 978-0-521-81528-4.
- Cocks, Elijah E.; Cocks, Josiah C. . Tudor Publishers. 1995. ISBN 978-0-936389-27-1.
- McDowell, Jonathan. . Jonathan's Space Report. July 15, 2007  [2007-10-24]. （原始内容存档于2019-06-21）.
- Menzel, D. H.; Minnaert, M.; Levin, B.; Dollfus, A.; Bell, B. . Space Science Reviews. 1971, 12 (2): 136–186. Bibcode:1971SSRv...12..136M. doi:10.1007/BF00171763.
- Moore, Patrick. . Sterling Publishing Co. 2001. ISBN 978-0-304-35469-6.
- Price, Fred W. . Cambridge University Press. 1988. ISBN 978-0-521-33500-3.
- Rükl, Antonín. . Kalmbach Books. 1990. ISBN 978-0-913135-17-4.
- Webb, Rev. T. W.  6th revised. Dover. 1962. ISBN 978-0-486-20917-3.
- Whitaker, Ewen A. . Cambridge University Press. 1999. ISBN 978-0-521-62248-6.
- Wlasuk, Peter T. . Springer. 2000. ISBN 978-1-85233-193-1.